# Cerc (Alàs i Cerc)
Cerc és una població del municipi d'Alàs i Cerc de la comarca de l'Alt Urgell. Cerc havia estat un municipi independent, força més gran que el d'Alàs, d'uns 52,8 km² que va ser annexat al d'Alàs el 1970. Anteriorment, fins al segle xix, el municipi de Cerc era anomenat Artedó i la població d'Artedó n'era el cap municipal fins que després ho passar a ser Cerc.
És situat a la part de tramuntana del terme a 872 metres d'altitud, a la dreta del riu de Cerc. A prop es troba l'enclavament de Bell-lloc de la Seu d'Urgell. L'església està dedicada al sants Just i Pastor i és d'estil romànic.
Cerc es troba documentat ja l'any 863 en la venda d'unes terres com a villa Cerco. El topònim prové del llatí 'quercus', que vol dir alzina.